# Phytomyza artemisivora
Phytomyza artemisivora är en tvåvingeart som beskrevs av Spencer 1971. Phytomyza artemisivora ingår i släktet Phytomyza och familjen minerarflugor. Arten är reproducerande i Sverige. Inga underarter finns listade i Catalogue of Life.